# تشاي والا

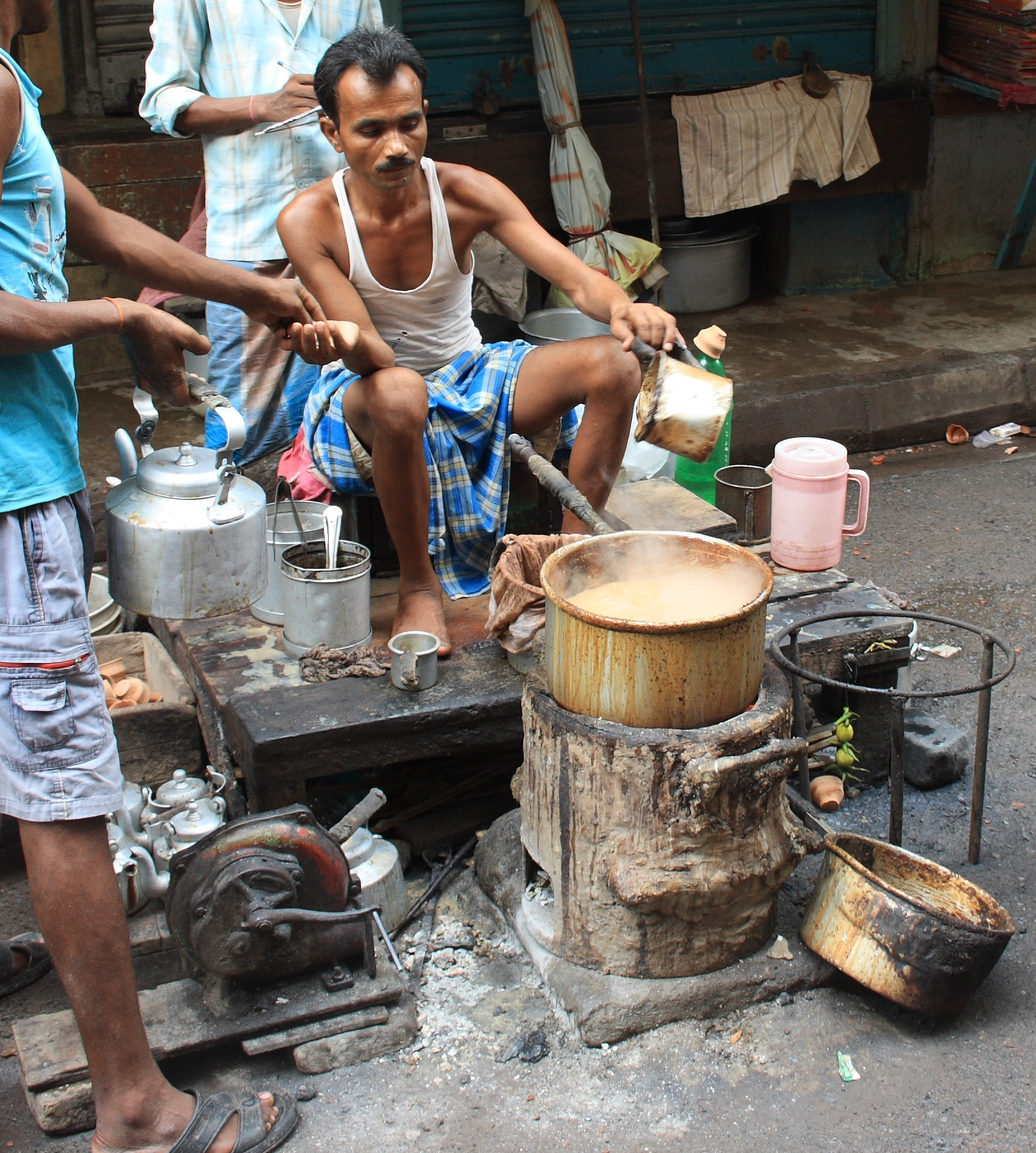
بائع شاي يعد شاي ماسالا على نار الفحم في شارع من شوارع كولكاتا.

تشيوالا أو بائع الشاي (بالإنجليزية: chaiwala، بالأوردو: چائےوالا) هو بائع شاي في شبه القارة الهندية. يعتبر بائعو الشاي جزءًا لا يتجزأ من ثقافة شبه القارة. كلمة "تشاي" تعني "شاي" باللغتين الهندية والأردية، كما في شاي ماسالا، وكلمة "والا" تشير إلى الشخص الذي يقوم بالمهمة، لذا فإن "تشاي والا" هو بائع الشاي في الشوارع.
يميل بائعو الشاي، كمجموعة ريادية، إلى الانتقال من مناطق مختلفة في الهند لإدارة أعمالهم الصغيرة في المدن الكبرى. عادةً ما يقومون بتحضير الشاي عن طريق غلي مزيج من الماء والحليب، غالبًا مع مزيج من التوابل يُسمى ماسالا تشاي، ثم يضيفون أوراق الشاي والسكر، ويصفيون المشروب في حاويات أو إبريق شاي. عادةً ما يتم تقديم الشاي في أكواب زجاجية صغيرة أو أكواب فخارية غير مطلية (كولهار)، لكنهم بدأوا في استخدام الأكواب البلاستيكية. تقليديًا، كان الشاي يُحضر في أواني نحاسية.

## في الثقافة الشعبية
في فيلم شري 420 عام 1955، يأخذ البطل (الذي يجسده راج كابور) البطلة (التي تجسدها نرجس) إلى كشك شاي على جانب الطريق. يصر بائع الشاي على الحصول على دفعة قدرها آنا (الآنا هي 1/16 من الروبية) مقابل الكوبين. يعمل هذا المشهد كمقدمة للأغنية الشهيرة "بيار هوا إكرار هوا"، حيث يُظهر بائع الشاي وهو يشرب الشاي من صحن (وهو ما كان شائعًا بين عامة الناس).
في فيلم صعلوك مليونير عام 2008، الشخصية الرئيسية، جمال مالك (الذي يلعبه ديف باتيل)، هو بائع شاي في مركز اتصالات هندي.
في المسلسل الكوميدي البريطاني It ain’t half hot mum، يلعب دينو شافيك دور بائع الشاي محمد. يمشي محمد حول المعسكر طوال اليوم، ويبيع الشاي من إبريقه. كما يغني المقاطع الموسيقية بين المشاهد، والتي تكون في الغالب أغاني أمريكية شهيرة، مصحوبة بآلة السيتار. في نهاية الاعتمادات، يبدأ بغناء "Land of Hope and Glory" فقط ليتم مقاطعته من قبل الرقيب الذي يصرخ "اخرس!!!". بعد مغادرة رانجي، يتولى دور حامل الأدوات لحفلة الحفلات، مع استمراره في كونه بائع الشاي.

## في الأدب
كتاب الأطفال لعام 2021 تشاي والا! بقلم بريتي بيرلا ماهيشواري "يصور بلطف جزءًا من الحياة الهندية." يحكي الكتاب قصة تجربة فتاة صغيرة في الحصول على الشاي مع والدتها في محطة قطار في الهند. الكتاب منشور في كندا بواسطة OwlKids Books ورسوم أشلي بارون.

## أمثلة بارزة
لاحظت الصحافة عدة بائعي شاي ناجحين: ومن بينهم:
- دولي تشاي والا بدأ بجانب والده كبائع شاي
- رئيس وزراء بيهار السابق ورئيس حزب راشتريا جاناتا دال لالو براساد ياداف ذكر أنه كان ذات مرة بائع شاي.[7]
- لاكسمان راو من دلهي، مؤلف 24 كتابًا[8]

- رئيس الوزراء الحالي ناريندرا مودي كان ذات مرة بائع شاي.